# Richard Jensen
Richard Jensen (ur. 17 marca 1996 w Porvoo) – fiński piłkarz występujący na pozycji obrońcy i defensywnego pomocnika, reprezentant kraju. Od 2025 roku zawodnik Panionios GSS.

## Życiorys
Jako junior występował w FC Futura, FC Honka i HJK Helsinki. W 2012 roku został członkiem juniorskich zespołów FC Twente. W 2015 roku na pół roku został przesunięty do seniorów, jednak nie zagrał wówczas żadnego meczu w lidze. W sezonie 2016/2017 był członkiem drużyny Jong Twente, dla której rozegrał 23 mecze w Tweede Divisie. Po zakończeniu sezonu został przesunięty do pierwszej drużyny Twente. W Eredivisie zadebiutował 20 stycznia 2018 roku w zremisowanym 1:1 spotkaniu z Rodą JC. Po zakończeniu sezonu przeszedł do Rody, dla której rozegrał 82 mecze w Eerste Divisie. 7 czerwca 2022 roku zadebiutował w reprezentacji w wygranym 2:0 spotkaniu z Czarnogórą w ramach Ligi Narodów. W lipcu 2022 roku podpisał roczny kontrakt z Górnikiem Zabrze. W Ekstraklasie zadebiutował 30 lipca 2022 roku w wygranym 3:0 meczu z Radomiakiem Radom. Łącznie w tych rozgrywkach rozegrał 34 spotkania, w których strzelił jednego gola. 23 sierpnia 2023 roku przeszedł do Aberdeen. W lidze szkockiej po raz pierwszy wystąpił cztery dni później w zremisowanym 2:2 spotkaniu z St. Mirren. W 2024 roku został wypożyczony na jeden sezon do Vejle BK. 1 sierpnia 2025 roku został zawodnikiem greckiego Panionios GSS.
Jego bratem jest reprezentant Finlandii, Fredrik.

## Statystyki ligowe
Stan na 2 sierpnia 2025
| Sezon     | Klub             | Liga                 | Mecze | Gole |
| --------- | ---------------- | -------------------- | ----- | ---- |
| 2016/2017 | Jong FC Twente   | Tweede Divisie       | 23    | 0    |
| 2017/2018 | Jong FC Twente   | Derde Divisie        | 5     | 0    |
| 2017/2018 | FC Twente        | Eredivisie           | 10    | 0    |
| 2018/2019 | Roda JC Kerkrade | Eerste Divisie       | 19    | 1    |
| 2019/2020 | Roda JC Kerkrade | Eerste Divisie       | 8     | 2    |
| 2020/2021 | Roda JC Kerkrade | Eerste Divisie       | 23    | 2    |
| 2021/2022 | Roda JC Kerkrade | Eerste Divisie       | 32    | 2    |
| 2022/2023 | Górnik Zabrze    | Ekstraklasa          | 29    | 1    |
| 2023/2024 | Górnik Zabrze    | Ekstraklasa          | 5     | 0    |
| 2023/2024 | Aberdeen         | Scottish Premiership | 28    | 0    |
| 2024/2025 | Aberdeen         | Scottish Premiership | 1     | 0    |
| 2024/2025 | Vejle BK (wyp.)  | Superligaen          | 11    | 1    |